# Ekkehard Völkl
Ekkehard Völkl (* 1. April 1940 in Amberg; † 3. Februar 2006 in Regensburg) war ein deutscher Historiker.
Ekkehard Völkl wurde 1968 bei Georg Stadtmüller an der Ludwig-Maximilians-Universität München mit der Dissertation Rußland und Lateinamerika (1741–1841) zum Dr. phil. promoviert. Er arbeitete ab 1968 an der Universitätsbibliothek Regensburg. Er habilitierte sich 1975 mit der Arbeit Das rumänische Fürstentum Moldau und die Ostslaven im 15. bis 17. Jahrhundert. Im Jahr 1979 wurde er zum Professor für Geschichte Osteuropas und Südosteuropas an der Universität Regensburg berufen. Er legte 1995 eine deutschsprachige Synthese zur Geschichte Rumäniens vor. Der Lehrer und Heimatforscher Georg Völkl ist Völkls Vater und die Historikerin Katrin Boeckh ist seine Tochter.

## Schriften (Auswahl)
- Rußland und Lateinamerika (1741–1841). Harrassowitz, Wiesbaden 1968 (= Veröffentlichungen des Osteuropainstitutes München, Band 33 / Dissertation, Universität München, 1963).
- Das rumänische Fürstentum Moldau und die Ostslaven im 15. bis 17. Jahrhundert. Harrassowitz, Wiesbaden 1975, ISBN 3-447-01685-X (= Veröffentlichungen des Osteuropa-Institutes München, Band 42).
- Der Westbanat 1941–1944. Die deutsche, die ungarische und andere Volksgruppen.  Trofenik, München 1991, ISBN 3-87828-192-7 (= Studia Hungarica, 38).
- Rumänien. Vom 19. Jahrhundert bis in die Gegenwart. Pustet, Regensburg 1995, ISBN 3-7917-1463-5.
- Transnistrien und Odessa (1941–1944). Lassleben, Regensburg 1996, ISBN 3-7847-3164-3 (= Schriftenreihe des Osteuropainstituts Regensburg-Passau, Band 14).